# لب‌اشکن
لَب‌اِشکن روستایی از توابع دهستان خلیلی است که در بخش مرکزی شهرستان گراش در جنوب استان فارس در ایران واقع شده‌است.

## جمعیت
بر اساس سرشماری مرکز آمار ایران در سال ۱۳۹۵، جمعیت لب‌اشکن ۱۲۰۸ نفر، شامل ۲۲۹ خانوار بوده‌است.

## کوه میمیفداغ
در غرب فداغ کوهی سر به فلک کشده وجود دارد که خبر از تمدن 2500 ساله فداغ می دهد. در بالای این کوه یک آب انبار دست کنده در دل کوه وجود دارد که با توجه به شکل آن قدمت این اثر را به دوره هخامنشی و مردم زرتشتی این منطقه برمیگردد.
این کوه مدفن  شاعر بزرگ دوبیتی سرای فداغ، باقر فداغی است و از اشعار او بر می آید که همیشه به بالای آن رفت و آمد داشته است و نامه ها را به حاکم اراضی منطقه فداغ میرسانده است. در نهایت باقر نیز از بالای همین کوه با دسیسه زن عموی خود و حاکم ناپاک؛ به پایین پرت می شود و یاد او همیشه در دل مردم فداغ می ماند. 
این کوه به دلیل بلندی زیاد و اشراف کامل بر منطقه فداغ، محلی برای دیده‌بانی سربازان بوده است؛ به‌طوری که با روشن کردن آتشی بر فراز آن برای علامت‌دهی، این آتش از بالای قلعه‌ی دیده‌بان نیز قابل مشاهده بوده است. این  کوه و قلعه 2500 ساله  در دوره‌های مختلف پناهگاه مردم فداغ بوده است؛ از جمله در زمان حمله مقدونیان به تمدن هخامنشی و حلمه اعراب به ایران، حمله مغول‌ها و نیز یورش افغان‌ها به این منطقه.
این کوه با توجه تاریخ 2500 ساله خود متعلق به فداغ است و لب اشکن صرفا از نظر فاصله به آن نزدیک است چرا که با دستور دولت وقت مجبور به توقف در آن منطقه شده اند.

## سابقه تاریخی لب اشکن
لب اشکن روستایی کوچک در غرب فداغ است؛ این روستا سابقه تاریخی کمی دارد و با صدور فرمان رضا شاه در سال 1306 هجری شمسی؛ ازکوچ عشایر جلوگیری شد و با این جلوگیری، عشایر طایفه کوریش در اراضی فداغ اسکان داده شدند. با توقف عشایر طایفه کوریش در غرب فداغ لب اشکن، شرق فداغ کنگ و ریشه و در جنوب فداغ محمد زینا به وجود آمد. پس بدین ترتیب تاریخ این روستا ها را از سال 1306 رقم خورده است.